# Grecia en los Juegos Paralímpicos de Atlanta 1996
Grecia estuvo representada en los Juegos Paralímpicos de Atlanta 1996 por un total de 16 deportistas masculinos.

## Medallistas
El equipo paralímpico griego obtuvo las siguientes medallas:
| Nombre                 | Deporte   | Evento                             |
| ---------------------- | --------- | ---------------------------------- |
| Oro                    |           |                                    |
| Dimitrios Konstantakas | Atletismo | Peso F55 masculino                 |
| Plata                  |           |                                    |
| Konstantinos Fykas     | Natación  | 50 m libre S8 masculino            |
| Bronce                 |           |                                    |
| Georgios Toptsis       | Atletismo | Salto de longitud F45-46 masculino |
| Stefanos Anargyory     | Atletismo | Peso F54 masculino                 |
| Antonios Giapoutzis    | Natación  | 50 m mariposa S3 masculino         |